# Illiesoperla
Illiesoperla is een geslacht van steenvliegen uit de familie Gripopterygidae. De wetenschappelijke naam van het geslacht is voor het eerst geldig gepubliceerd in 1971 door McLellan.

## Soorten
Illiesoperla omvat de volgende soorten:
- Illiesoperla australis (Tillyard, 1924)
- Illiesoperla austrosimplex Theischinger, 1984
- Illiesoperla barbara Theischinger, 1984
- Illiesoperla brevicauda Theischinger, 1984
- Illiesoperla carnarvonensis Theischinger, 1984
- Illiesoperla cerberus Theischinger, 1982
- Illiesoperla echidna Theischinger, 1984
- Illiesoperla franzeni (Perkins, 1958)
- Illiesoperla mayi (Perkins, 1958)
- Illiesoperla tropica Theischinger, 1982
- Illiesoperla frazieri (Perkins, 1958)